# Virosoma
En biología, un virosoma es una partícula artificial, fabricada in vitro y formada por una vesícula esférica delimitada por una membrana compuesta de una doble capa de fosfolípidos a la que se incorporan proteínas virales. Carece de ADN por lo que no es capaz de multiplicarse. La tecnología basada en los virosomas se ha empleado con éxito para la obtención de vacunas contra el virus de la gripe y el virus de la hepatitis A.

## Virosomas y vacunas víricas

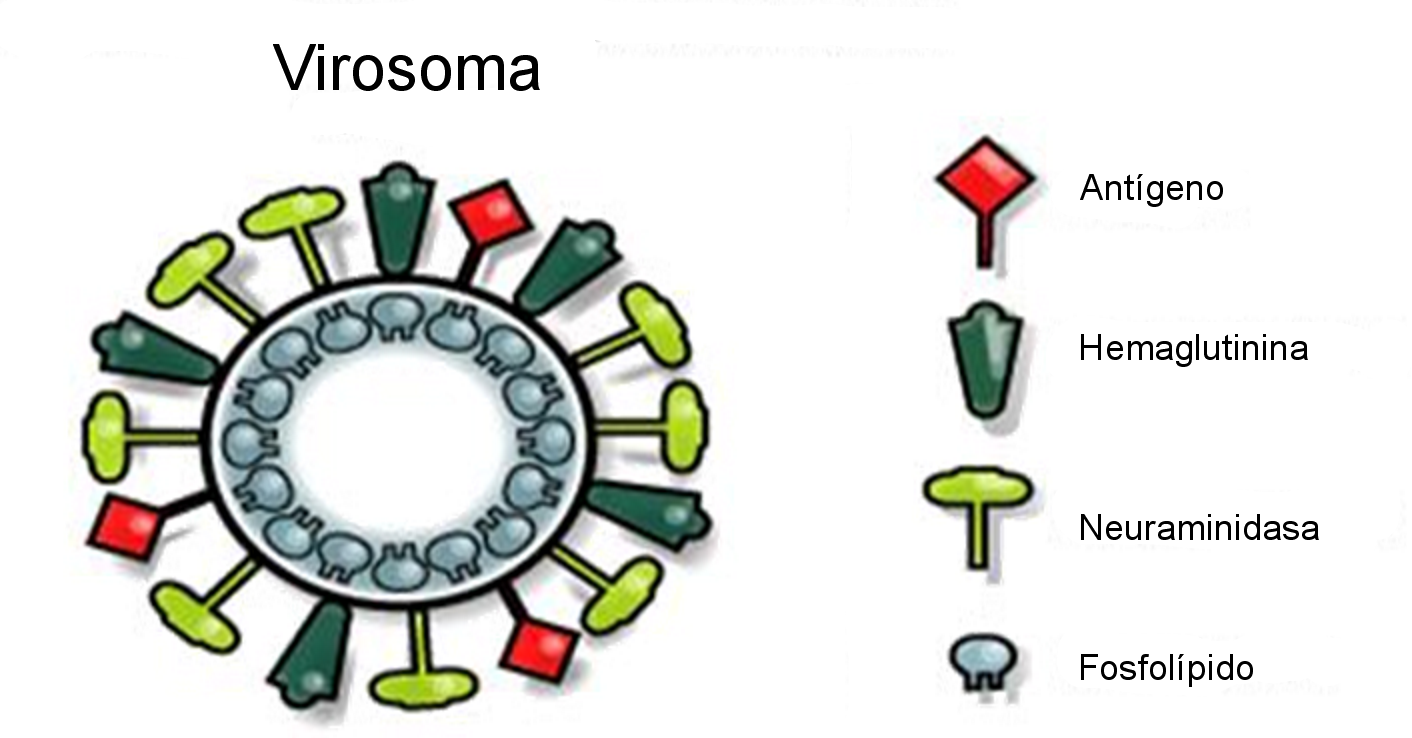
Estructura de un virosoma.

En el proceso de creación de vacunas mediante virosomas, se forman pequeñas vesículas constituidas por membranas lipídicas en las que se  sitúan proteínas pertenecientes a la estructura del virus, por ejemplo la hemaglutinina y la neuraminidasa del virus de la gripe. El resultado es una partícula que no contiene ADN del virus pero que al administrala puede fusionarse con las células del sistema inmunitario mediante un proceso de endocitosis e inducir una respuesta inmunológica eficaz y duradera. Pueden crearse virosomas quiméricos para la vacuna antigripal que contienen hemaglutininas procedentes de la envuelta viral de dos cepas del virus de la gripe diferentes.

## Virosomas y terapia contra el cáncer

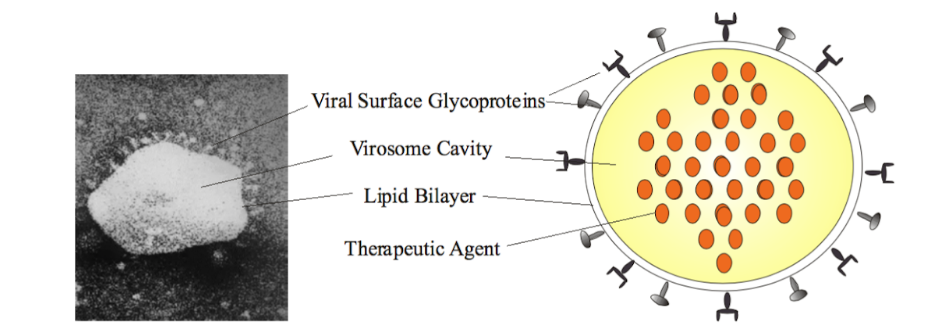
Virosoma

Se han utilizado virosomas como vector para el tratamiento del cáncer.
Sin embargo esta terapia se encuentra en fase experimental. Los  virosomas pueden emplearse para administrar un fármaco o un gen al interior de una célula diana y ofrecen la ventaja de que es posible una entrada eficaz y directa de la sustancia dentro de la célula, ya que liberan su contenido en el citoplasma tras un proceso de fusión con la membrana celular.